# Velaine (Namur)
Pour les articles homonymes, voir Velaine.
Velaine (anciennement Velaine-sur-Meuse[Quand ?]) est un lieu-dit de la section de Jambes à Namur. Il s'agit également d'un quartier administratif qui comportait 5 501 habitants en 2013.

## Histoire

### Néolithique
Velaine disposait jusqu'en 1820 d'un dolmen datant du néolithique dont la plus ancienne trace dans la littérature remonte à 1273, ce qui lui vaut d'être le plus ancien recensé en Wallonie. Il était posé horizontalement et mesurait 2,60 m sur 1,95 m avec une épaisseur de 53 cm.